# اریش س. گرون
اریش س. گرون (انگلیسی: Erich S. Gruen؛ زادهٔ ۷ مهٔ ۱۹۳۵) تاریخ‌نگار اهل اتریش است.
وی همچنین برندهٔ جوایزی همچون کمک‌هزینه گوگنهایم، بورسیه رودز، و نشان اتریش برای علم و هنر شده‌است.